# Herradón de Pinares
Herradón de Pinares település Spanyolországban, Ávila tartományban. Herradón de Pinares San Bartolomé de Pinares, Santa Cruz de Pinares, Tornadizos de Ávila, Ávila és Navalperal de Pinares községekkel határos. Lakosainak száma 495 fő (2024).

## Népesség
A település népessége az utóbbi években az alábbiak szerint változott:
| Lakosok száma | 493  | 521  | 578  | 560  | 525  | 548  | 524  | 413  | 436  | 495  |
|               | 2001 | 2004 | 2006 | 2009 | 2011 | 2014 | 2016 | 2019 | 2021 | 2024 |